# HEY! (福山雅治の曲)
『HEY!』（ヘイ!）は、福山雅治の16枚目のシングル。2000年10月12日に発売された。発売元はユニバーサルミュージック、販売元はビクターエンタテインメント。

## 解説
本作は木曜日に発売された。
15thシングル「桜坂」よりおよそ半年ぶりのシングル発売となり、14thシングル「HEAVEN／Squall」から3作連続、通算6作目のオリコンシングルチャート1位となった。
テレビ朝日系シドニーオリンピックテーマソングとなっていたが、シドニーオリンピック関係のタイアップが付いた歌の中では発売が最も遅く、CDが発売された頃にはすでにオリンピック大会競技は終了していた。

## 収録曲
1. HEY!
（作詞・作曲：福山雅治 / 編曲：佐橋佳幸）
テレビ朝日系[2]シドニーオリンピックテーマソング。
東芝「Dynabook」CMソング。
2021年にTBS系列朝のニュース番組『THE TIME,』女子競技マラソンのリクエスト曲として採用された。
製作期間はおよそ1ヶ月。歌詞の中に出てくる“君はまちがってない”というフレーズは、映画『グッド・ウィル・ハンティング』の劇中で、ロビン・ウィリアムズがマット・デイモンに向けて言う台詞から取られている。
使用ギターはマーティン・D-45。
ミュージック・ビデオ（映像 - YouTube）が制作されており、ベストアルバム『THE BEST BANG!!』初回限定盤付属のDVDに収録されている。
アルバム『f』にはアルバムバージョン（New Century Mix）として収録されている。
2. 家路
（作詞・作曲：福山雅治 / 編曲：佐橋佳幸）
テレビ朝日系シドニーオリンピック挿入歌。
「HEY!」が応援ソングなら、この曲は頑張った人たちをねぎらうための詩（うた）である[3]。曲の母体は1999年初頭には出来ていたという。
使用ギターはマーティン・D-45。ハーモニカ・ソロは福山が吹いている。
アルバム『f』には出だしの警音器の音がカットされたバージョンが収録されている。オリジナルバージョンはアルバム未収録。
3. HEY! (The victory run)
（編曲：井上鑑）
インストゥメンタル楽曲。
4. 家路 (Putting on the laurel crown)
（編曲：井上鑑）
インストゥメンタル楽曲。
5. HEY! (original karaoke)
6. 家路 (original karaoke)

## ミュージシャン
| HEY! - Programming:TETSUO ISHIKAWA - Guitars:YOSHIYUKI SAHASHI - Drums:JUN AOYAMA - Bass:RAY OHARA - Keyboards:TOSHIFUMI SHIBATA - Percussions:MATARO MISAWA - Backing Vocals:YUIKO TSUBOKURA / MASAHARU FUKUYAMA 家路 - Programming:TETSUO ISHIKAWA - Guitars:YOSHIYUKI SAHASHI / MASAHARU FUKUYAMA - Drums:YASUO SANO - Bass:TOMIO INOUE - Keyboards:TOSHIFUMI SHIBATA - Percussions:MATARO MISAWA - Harmonica:MASAHARU FUKUYAMA | HEY! (The victory run) - Programming & Keyboards:AKIRA INOUE - Bass:MASAYUKI SUZUKI - Guitars:TSUYOSHI KON - Trumpet:TOSHIO ARAKI - Sax:TAKUO YAMAMOTO - Percussions:IZUMI MISAWA 家路 (Putting on the laurel crown) - Programming & Keyboards:AKIRA INOUE - Clarinet:MASASHI TOGAME - Flute:SACHI KATTOU - Fagot:OSAMU FUKUI - Horn:OTOHIKO FUJITA - Percussion/Trash box & Suitcase:MOTOYA HAMAGUCHI |

## 収録アルバム
| HEY! - f (New Century Mix) - 福の音 | 家路 - f (アルバムバージョン) |